# Arnaldo Tagliatti
Arnaldo Tagliatti (Ferrara, 9 marzo 1914 – 22 agosto 1992) è stato un pugile e attore italiano campione italiano dei pesi gallo (1941-1942) e sfidante al titolo europeo.

## Carriera pugilistica
Nasce a Ferrara per poi trasferirsi con la famiglia a Milano dove inizia a praticare il Pugilato. Buon dilettante, esordisce a torso nudo con una sconfitta il 5 agosto 1939 contro il campione d'Italia dei pesi piuma Gino Bondavalli a Bergamo in un incontro senza titolo in palio.
Perde di nuovo da Bondavalli a Milano nel 1940 e dopo un'ulteriore sconfitta con l'ex campione di Germania e d'Europa dei Pesi gallo, il viennese Ernst Weiss, il 22 settembre 1941 conquista, proprio nella sua Ferrara, il titolo italiano dei gallo contro Luigi Bonannomi.
Difende vittoriosamente il titolo prima a Milano contro Beniamini Serpi e - dopo un incontro perso contro un altro ex campione d'Europa e d'Italia, Gino Cattaneo - successivamente ancora contro Bonannomi e di nuovo a Ferrara.
Ha quindi la possibilità di conquistare il titolo europeo dei gallo che è detenuto da Bondavalli e nella città estense si organizza l'insolito incontro Tagliatti-Bondavalli con il palio sia il titolo europeo che quello italiano. L'incontro si tiene il 18 maggio 1942 al Teatro Verdi di Ferrara. I pugili hanno lo stesso peso - 53,5 kg Tagliatti, 53 kg Bondavalli - e il reggiano sconfigge Tagliatti ai punti entrando nella leggenda in quanto detentore di ben 4 titoli contemporaneamente: campione d'Italia dei gallo e dei piuma e campione continentale delle medesime categorie.

## Dopo il ritiro
Ritiratosi dal ring, Tagliatti inizia l'attività di insegnante di Boxe in Brasile per cica 20 anni tornando quindi a Milano e inserendosi nell'ambiente pugilistico meneghino. Ottenuta in seguito anche la licenza di procuratore, sotto la sua guida, nelle Colonie Tagliatti, si cimenteranno svariati pugili di nazionalità straniera.

## Carriera cinematografica
Nel 1979 Tagliatti prende parte anche ad un film commedia di ambientazione pugilistica (Temporale Rosy di Mario Monicelli) dove interpreta Zac.